# A sablazo limpio
A sablazo limpio es una película de comedia y fantasía mexicana de 1958, escrita y dirigida por Fernando Cortés, y protagonizada por Viruta y Capulina, junto a Carmela Rey. El argumento y la secuencia de esta película son similares y/o diferentes a los de las tres películas de Alejandro Dumas, Los tres mosqueteros (1942), de Mario Moreno «Cantinflas», Los tres mosqueteros y medio (1956), de Germán Valdés «Tin-Tan» y Los tres mosqueteros de Dios (1967), de Adalberto Martínez «Resortes».

## Resumen
Cornelius Viruta y Crispín Capulina son un par de herreros que trabajan en la fragua de una pequeña villa perteneciente a la corona. Ellos se meterán en serios problemas cuando queman y posteriormente mojan accidentalmente al capitán de las tropas, por lo cual este último los persigue con la intención de meterlos a una celda debido a la falta de respeto tan grande que siente le han hecho.
De este modo, Cornelius y Crispín se ven obligados a viajar en burro para huir del pueblo antes de ser atrapados. Mientras tanto, el gobernador de la villa le indica al capitán que esta a punto de recibir un enviado del virrey que viene con la misiva de atrapar a un famoso bandolero a quien apodan “La Máscara Solitaria”; él ha generado un sinfín de problemas en la región y siempre logra escapar a tiempo pese a la sustanciosa recompensa que se ofrece por su cabeza.
Cornelius y Crispín, ya prófugos y sin nada que comer deciden que van a robar para que de este modo si van a la cárcel al menos lo hagan con la barriga llena. Es así, que tomando la identidad de “La Máscara Solitaria” deciden de asaltar un carruaje en uno de los caminos, en el que cual se encuentran una joven con su padre y además el enviado del virrey. Viruta y Capulina verán frustrado su robo gracias a que son distraídos por la hermosa muchacha y a la agilidad y perspicacia del representante de la corona.
Desesperados Cornelius y Crispín se unirán a un grupo de gitanos para intentar junto a ellos ganarse algunas monedas. Ellos comenzarán a dar un espectáculo donde Viruta toca el pandero mientras Capulina baila disfrazado de oso. Todo va bien hasta que ambos son identificados por un cantinero, que resulta ser el padre de la joven que iba en el carruaje que días atrás habían intentado atracar. El tabernero los delata con el capitán pensando que ellos son “La Máscara Silenciosa”, por lo cual terminan detrás de las rejas y condenados a muerte.
Por otro lado, el verdadero bandolero se encuentra enamorado de la ahijada del gobernador con quien mantiene una relación secreta. El se cuela dentro del palacio para verla y al darse cuenta de que han atrapado un par de hombres que se han hecho pasar por él, decide ir a salvarlos. Cuando Cornelius y Crispín están a punto de ser colgados en la horca, el bandolero hace su aparición para sacarlos del apuro.
Él mismo, en un sorprendente giro de hechos mandara a Cornelius y Crispín de nuevo al palacio, pero esta vez para trabajar con el enviado del virrey. Este último, les dirá que está ahí para investigar al capitán y al gobernador debido a que han estado robando los impuestos de la villa todo este tiempo, por lo cual le encomienda a los protagonistas buscar un cuaderno que sea la prueba de dicho crimen.
Al final, luego de enfrentarse a sable limpio entre las fuerzas del capitán y los héroes liderados por “La Máscara Solitaria”, Cornelius y Crispín serán nombrados gobernador y capitán de la villa respectivamente gracias a los servicios tan valiosos que han brindado.

## Reparto
- Marco Antonio Campos como Cornelius Viruta, nuevo capitán de la guarnición de Villa Paz.
- Gaspar Henaine como Crispín Capulina, nuevo gobernador de Villa Paz.
- Lucho Gatica como La Máscara Solitaria.
- Carmela Rey como Rosaura, ahijada del exgobernador.
- Rodolfo Landa como El Capitán Mendoza.
- Guillermina Téllez Girón como María, hija del posadero.
- Luis Aldás como Don Jeremías de Montalbán, enviado del virrey.
- Pedro de Aguillón como Exgobernador de Villa Paz, padrino de Rosaura.
- Guillermo Álvarez Bianchi como Posadero, padre de María.
- Ricardo Adalid como Carcelero.
- Florencio Castelló como El "Faraón" Gitano.
- Rafael María de Labra como Mae Santon.